# Pieter Barbiers (III)
Pieter Barbiers, in de literatuur ook vermeld als Pieter III Barbiers Bzn,  (Amsterdam, 23 januari 1771 – Haarlem, 10 september 1837) was een Nederlandse schilder, graveur en tekenaar. 

## Leven en werk
Barbiers, lid van de schildersfamilie Barbiers, was een zoon van kunstschilder Bartholomeus Barbiers (1743-1808) en Johanna Hendrica Kieman. Hij trouwde in 1796 met Maria Geertruida Snabilie (1773-1838), zij schilderde vooral bloemen- en vruchtenstillevens
Barbiers leerde schilderen van zijn vader. Hij verhuisde naar Haarlem, waar hij op 5 december 1793 werd opgenomen in het Sint Lucasgilde. Hij werd tekenmeester van het Haarlems Teekencollegie en was medeoprichter van het tekengenootschap Kunst Zij Ons Doel.  Barbiers schilderde met name genrestukken en historische onderwerpen. Hij gaf les aan zijn kinderen Pieter Barbiers (1798-1848) en Maria Geertruida Barbiers (1801-1849) en Johannes Petrus van Horstok.